# La Provincia di Cremona
La Provincia è un giornale locale pubblicato a Cremona e diffuso in tutta la provincia.

## Storia
L'8 luglio 1946 un gruppo di agricoltori fonda la SEC, la Società Editoriale Cremonese (presidente Guido Grassi) che dà vita ad un settimanale politico-sportivo denominato "Il Lunedì". Pochi mesi dopo la SEC dà alle stampe una nuova pubblicazione, denominata "La Voce del Po" (direttore Giuseppe Romolotti). 
Si tratta di un passaggio fondamentale nell'editoria locale del dopoguerra, caratterizzata in quei mesi soprattutto da fogli politici: il neodirettore dichiara fin dal primo numero l'intento di dar voce a tutti i cittadini, senza distinzione di ideologia. "La Voce del Po" cessa le pubblicazioni il 27 aprile 1947 per dar spazio ad una nuova iniziativa: "La Provincia". A dire il vero il nuovo giornale si chiama "La Provincia del Po": mantiene tale denominazione fino al 1º settembre 1948. La redazione si trova a Cremona, in Piazza della Pace e primo direttore è Mauro Masone.
Il giornale esce inizialmente due volte la settimana, il giovedì e la domenica ed ha solo quattro pagine. Nel 1947, per le sue posizioni liberal-democratiche è preso di mira dagli scontri di lotta politica che caratterizzarono quegli anni in vista delle elezioni del 1948: il 14 novembre 1947 la redazione viene completamente distrutta ed il giornale esce per un paio di edizioni in situazione di emergenza, persino in ciclostile.
Nel 1948 la redazione si trasferisce in Via Monteverdi. Un anno dopo, l'11 giugno 1949, Mauro Masone viene chiamato a dirigere "Il Sole 24 Ore". Gli subentra Mario Levi, sotto la cui guida "La Provincia" diviene definitivamente un quotidiano a quattro pagine (esce tutti i giorni tranne il lunedì). Sotto la guida di Giuseppe Sprovieri, succeduto a Mario Levi nel 1951, il numero delle pagine sale a otto e cambia l'indirizzo: la redazione si trasferisce in Via Belcavezzo.
Nel 1954 ritorna Mario Levi che rafforza le pagine di cronaca allargandosi al territorio. Viene aperta, infatti, la redazione di Crema. Sotto la direzione di Fiorino Soldi la redazione, nel 1961, si trasferisce nella sede che ancora gli è propria in Via delle Industrie, alla periferia occidentale della città. Qui viene impiantata anche una tipografia per la stampa in proprio.
Dopo la tragica scomparsa di Soldi, affogato in un fiume durante un viaggio nel Borneo, ritorna Mauro Masone, che potenzia ulteriormente le pagine di cronaca.
Nel 1989 il giornale cambia formato ed esce in tabloid. È lo storico momento dell'abbandono delle rotative per far posto ai computer. Aumenta il numero di pagine ed il quotidiano inizia a presentare all'interno una edizione separata di cronache per il Cremasco.
Dal 1996 la Provincia esce anche il lunedì; dal 1998 la prima pagina viene stampata a colori e viene aperta la redazione di Casalmaggiore. Nel 2001 vengono introdotte due prime pagine: una per Crema ed una per il resto del territorio provinciale.
Nel 2002 al quotidiano viene abbinato, il sabato, un settimanale di costume denominato "Più".
Nel 2014 il settimanale di costume "Più" cessa le pubblicazioni.

## Direttori
- Mauro Masone (1947-1949);
- Mario Levi (1949-1951);
- Giuseppe Sprovieri (1951-1954);
- Mario Levi (1954-1961);
- Fiorino Soldi (1961-1968);
- Mauro Masone (1968-1982);
- Luciano D'Acquati (1982-1986);
- Vittorio Paloschi (1986-1989);
- Francesco Tartara (1989-1991);
- Roberto Gelmini (1992-1997);
- Enrico Pirondini (1997-2008);
- Vittoriano Zanolli (2008-2019);
- Marco Bencivenga[2] (2019-2023);
- Paolo Gualandris[1] (2023 - presente).

### Proprietari del giornale
- Libera - Confagricoltura (agricoltori)

## Diffusione
| Anno | Totale diffusione cartacea + digitale | Note  |
| ---- | ------------------------------------- | ----- |
| 2020 | 13.308                                | [ 3 ] |
| 2019 | 13.342                                |       |
| 2018 | 14.096                                |       |
| 2017 | 14.954                                |       |
| 2016 | 16.373                                |       |
| 2015 | 17.705                                |       |
| 2014 | 18.805                                |       |
| 2013 | 19.902                                |       |
| 2012 | 20.285                                | [ 4 ] |
| 2011 | 20.994                                | [ 4 ] |
| 2010 | 21.862                                | [ 4 ] |